# Национальный музей Сан-Мартино
Национальный музей Сан-Мартино (итал. Museo nazionale di San Martino) — итальянский художественно-исторический музей в Неаполе, расположенный в здании бывшего картезианского монастыря св. Мартина. Находится на высоком холме Вомеро, к юго-западу от исторического центра Неаполя. 

## История и собрание
Музей был открыт в 1866 году по инициативе археолога Джузеппе Фиорелли, после объединения Италии в единое государство. Картезианский монастырь был закрыт, и его территория была объявлена национальным памятником культуры государственного значения. В музее представлены экспонаты, характеризующие различные стороны хозяйственной (в первую очередь морской) и культурной жизнедеятельности южных регионов Италии — Неаполя и Королевства Обеих Сицилий в период от эпохи Кварточенто и до Ресорджименто.  
Собрание музея хранится на двух этажах здания и представляет собой несколько коллекций художественных ценностей. Так, коллекция Ализио является дарением семьи Ализио и представляет собой одно из замечательных частных собраний произведений искусства. Собранное с 1925 года Маурицио Аризио и его супругой Изабеллой, оно содержит около 100 полотен, а также акварели, графические работы (в том числе  гуашью) как местных неаполитанских, так и иностранных живописцев. В 2001 году эта коллекция была передана музею Сан-Мартино.
В Кабинете рисунка и графики хранятся около 16 тысяч экспонатов, в том числе архитектурные чертежи и рисунки, в первую очередь Антонио Никколини и Луиджи Ванвителли, декорации и эскизы от театра Сан-Карло, а также работы художников местной школы Позиллипо.
В отделении декоративного искусства можно увидеть изделия из майолики, бронзы, фарфора, слоновой кости, кораллов и стекла. Среди них выделяются фарфоровые табакерки работы Каподимонте в форме морских раковин (1743-1759), а такэе монументальная статуя Аполлона (1812). Многие изделия из фарфора здесь изготовлены во Франции, а также в Неаполе - работы Рафаэле Джиовине. В этом отделении также хранится коллекция монет и венецианского стекла с острова Мурано. 
Отделение Судостроение было вновь открыто для посещений после реконструкции в мае 2008 года. Кроме других экспонатов, здесь можно увидеть три морских судна в натуральную величину: ланчионие, 24 -вёсельную неаполитанскую, подаренную городу королём Карлом Бурбоном, турецкую галеру и ланчию, принадлежавшую ранее королю Италии Умберто и королеве Маргерите. 
Картинная галерея музея содержит полотна мастеров из южной Италии, посвящённые истории Неаполитанского и Сицилийского королевств, города Неаполь начиная от XV столетия (например, знаменитая Tavola Strozzi). Это полотна таких мастеров, как Микко Спадаро, Карло Коппола, Асканио Лучини, Джузеппе Карафа,  и др. Одно из помещений посвящено королю неаполитанскому Карлу III  (1734-1759) и его супруге Марии-Амелии Саксонской. Другое помещение предоставлено для истории Партенопейской республики, следующие две комнаты принадлежали приору монастыря. Здесь хранятся изображение адмирала Нельсона работы Леонардо Гуццардо, Крещение, Микко Спадаро, художественная панорама Неаполя. В одной из комнат также находится собрание холодного и огнестрельного оружия. В другой можно увидеть старинное китайское артиллерийское орудие. 
Зал приора Quarto del Priore, представляет помещения жизнедеятельности приора картезианского монастыря Сан-Мартино. Здесь хранятся материальные свидетельства монашеской жизни и быта, портреты приоров и других картезианцев, витражи, зеркала, живопись по стеклу и т.п. Во дворе музея можно увидеть один из шедевров скульптурного искусства XVII столетия: Мадонну с младенцем и св. Иоанном работы Пьетро Бернини. 
В отделении Театр, открытом в 1901 году, находятся экспонаты, рассказывающие об истории театральной жизни Неаполя и его традиции. Это сценические декорации различных постановок, эскизы костюмов и рисунки архитектора и театрального художника Антонио Никколини, эскизы фасада театра Сан-Карло, скульптурные бюсты многих известных актёров и драматургов прошлого.  
Отделение Крипта было открыто в 1879 году и содержит коллекцию-дарение Микеле Кучиньелло, состоявшую из сотен статуй=миниатюр религиозной тематики XVIII и XIX столетий (это сцены Рождества Христова, Поклонение Волхвов и т. д.).

## Галерея

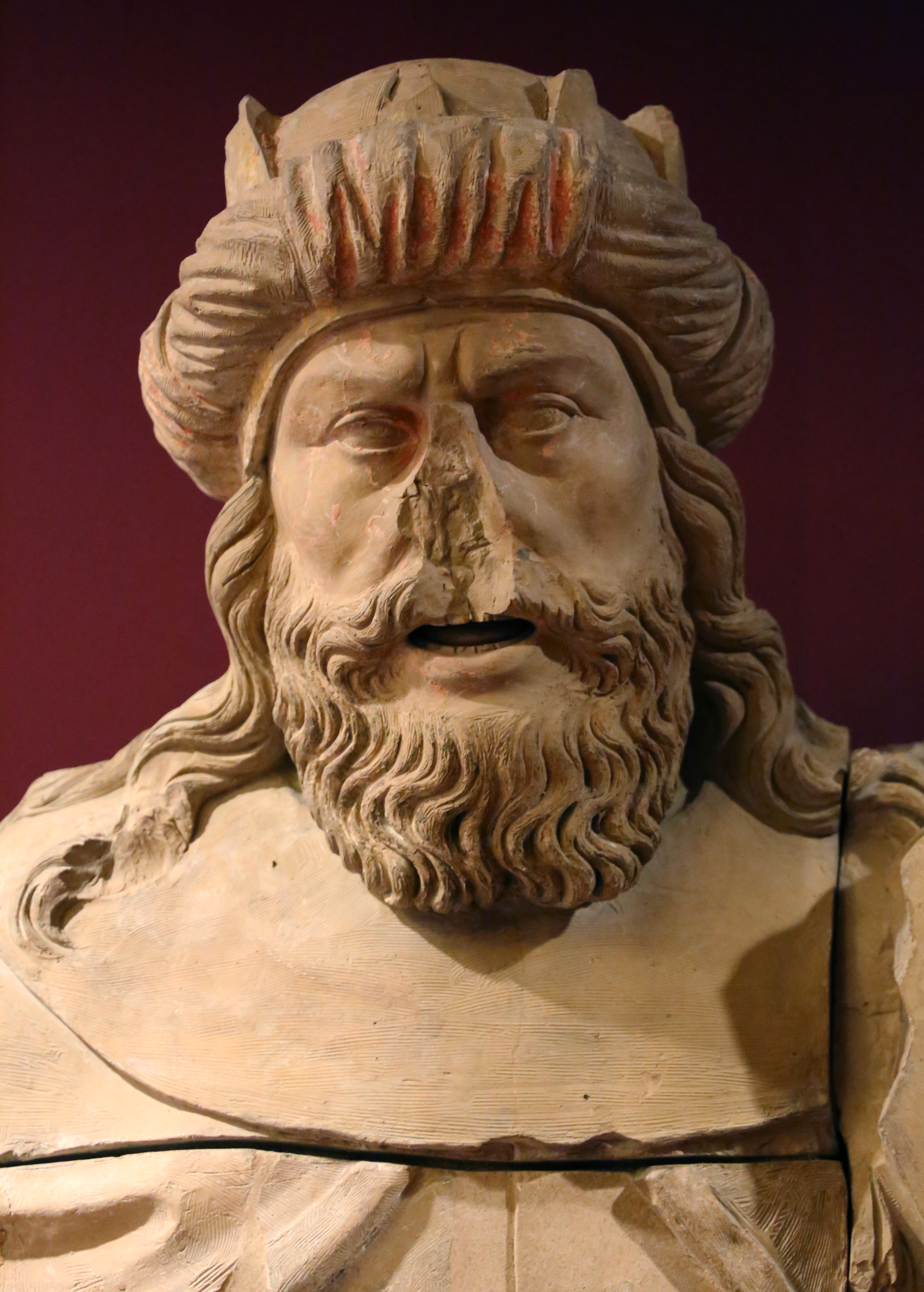
Доменико Неаполитано, Давид (1517).
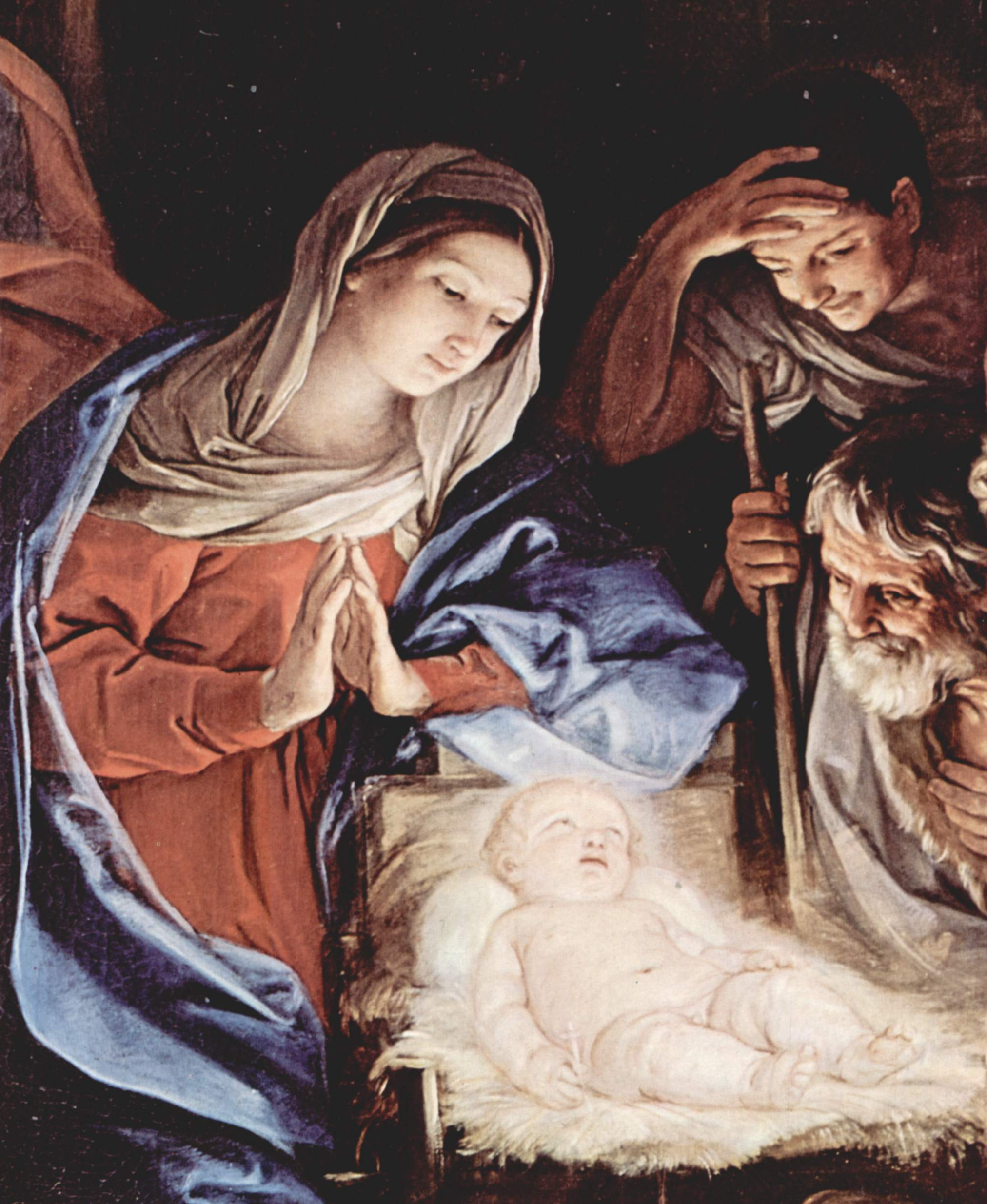
Гвидо Рени Поклонение волхвов.
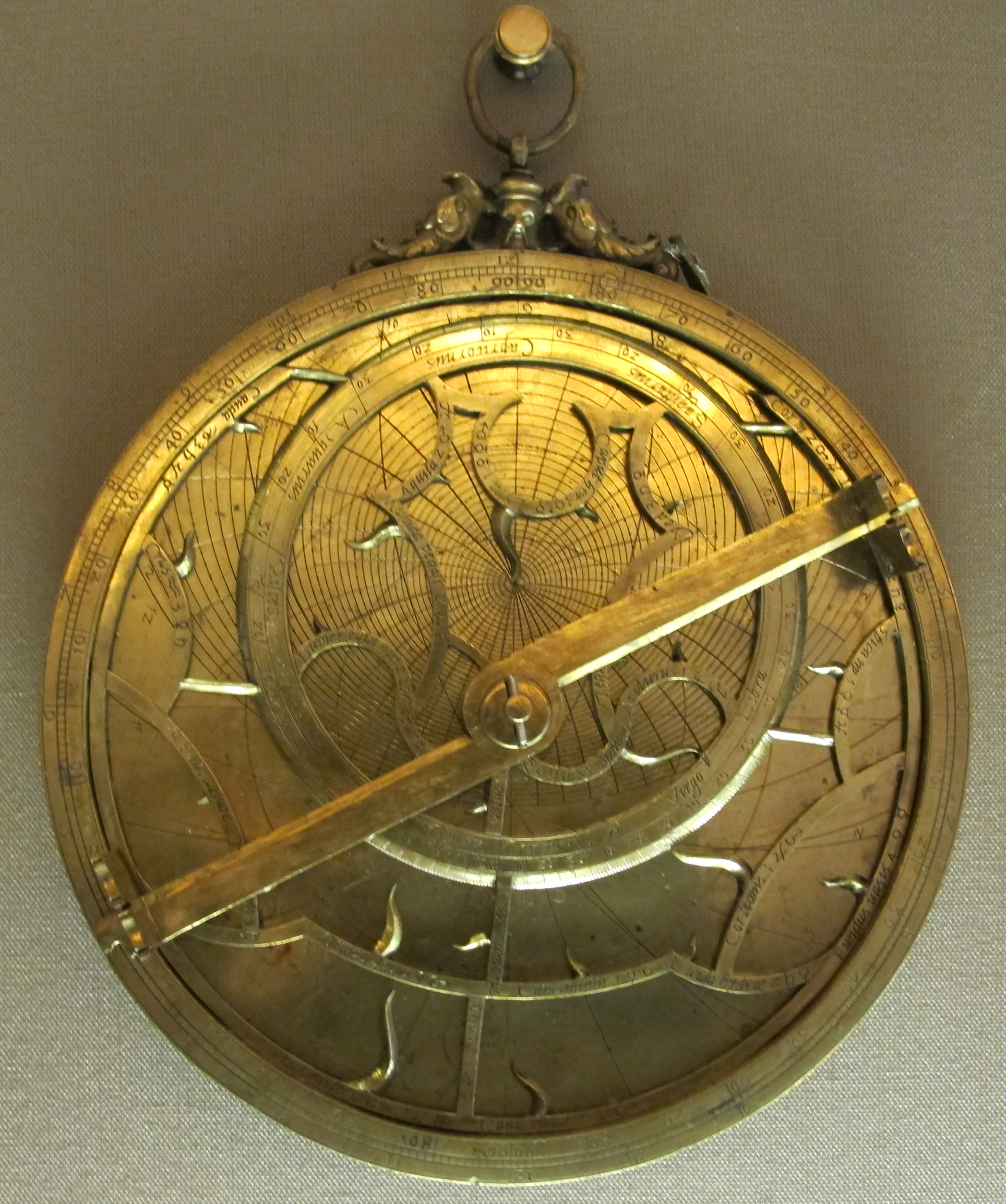
Астролябия работы XVI столетия.
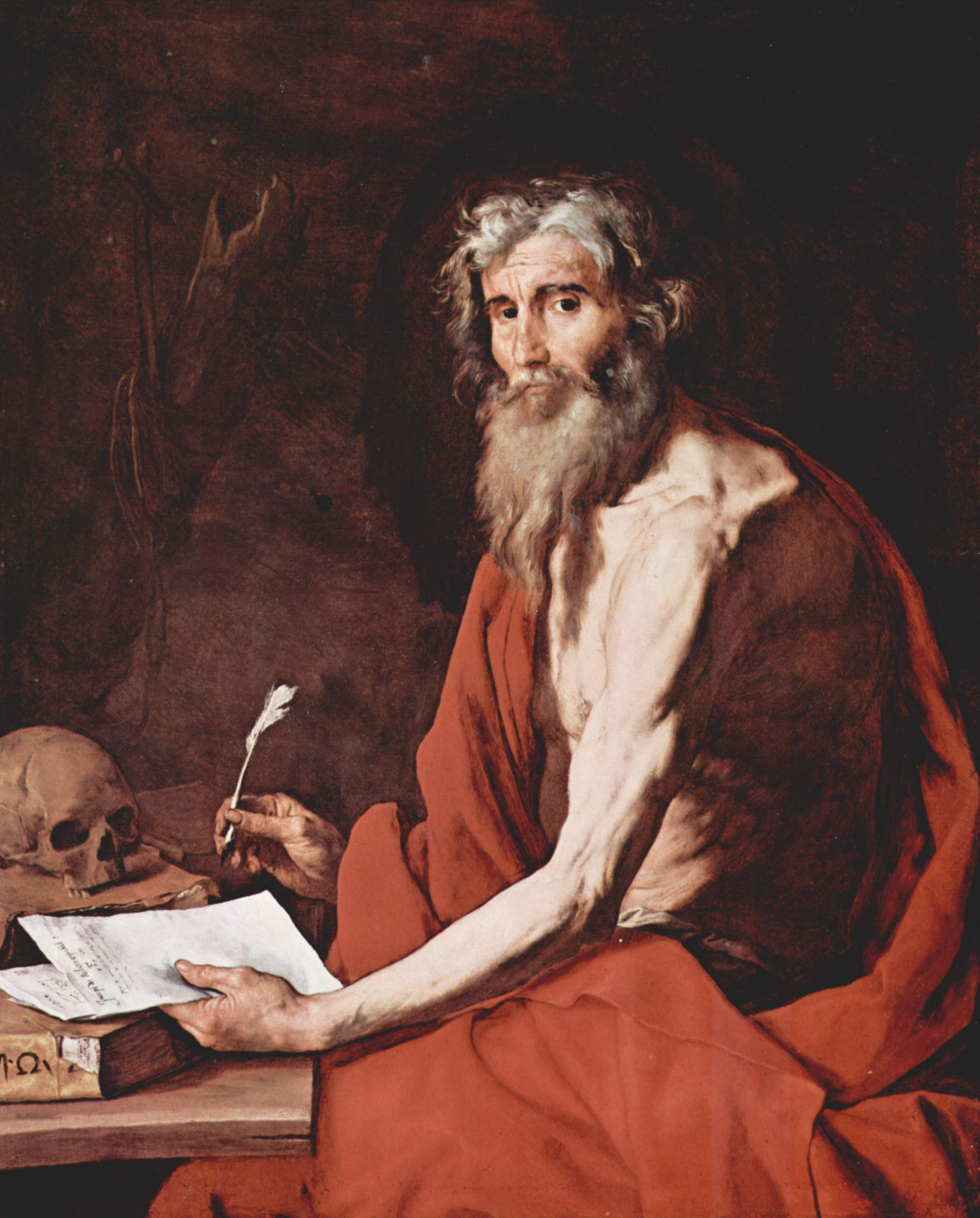
Хосе де Рибера Св.Иероним (1651).
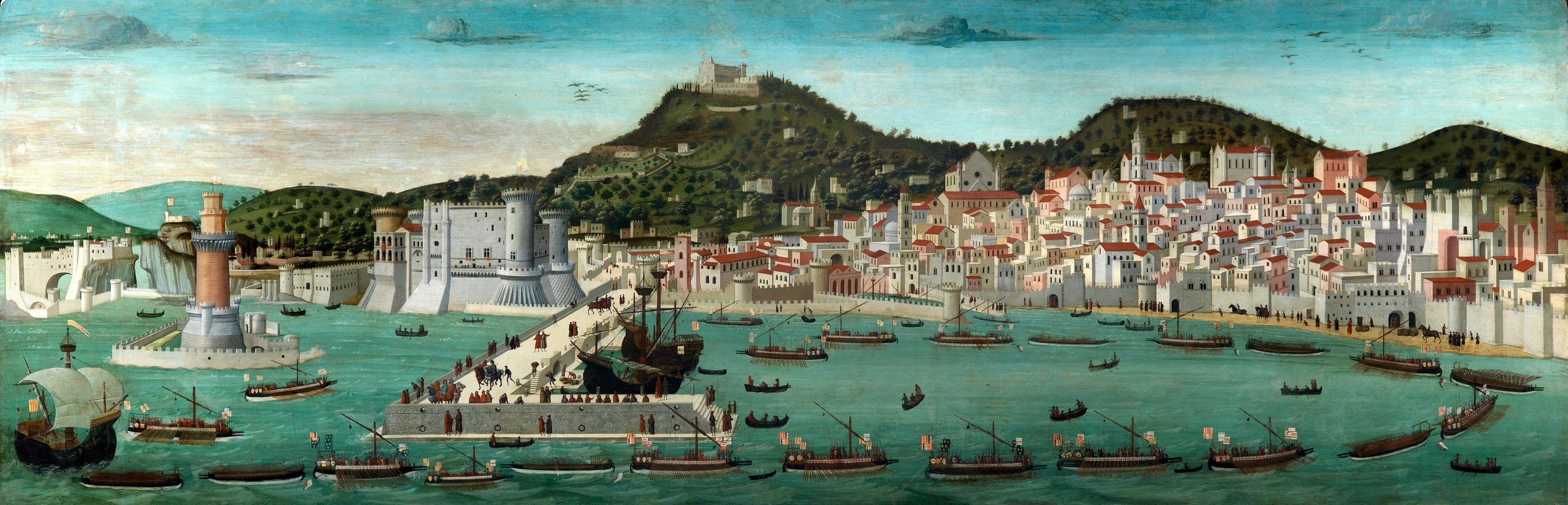
Франческо Росселли Tavola Strozzi (1472).
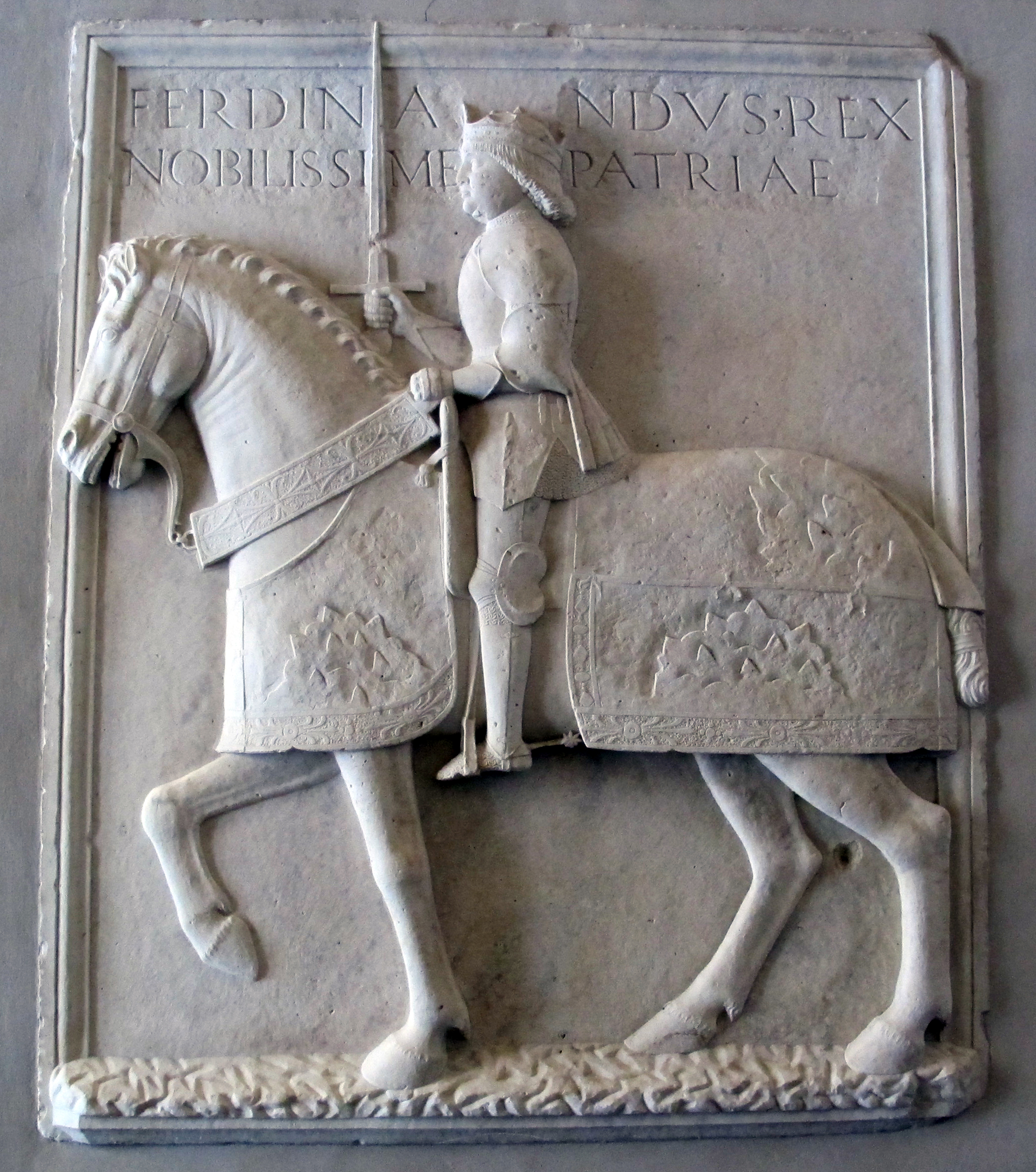
Игнато Наполитано, памятник короля Ферранте на коне (ок. й490).
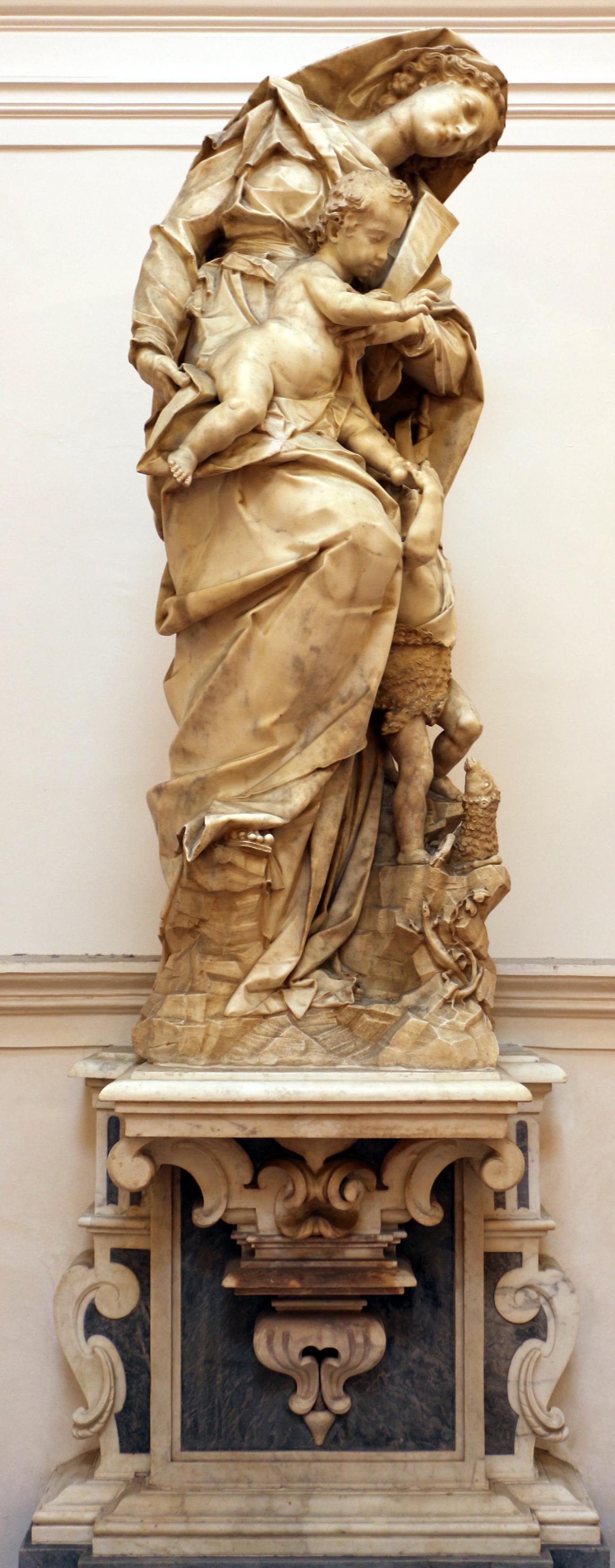
Пьетро Бернини Мадонна с младенцем и св. Иоанном.
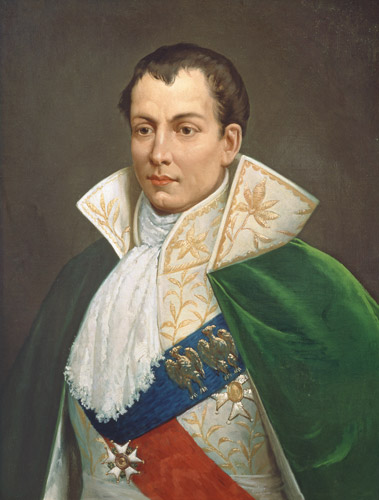
Луиджи Торо, портрет Жозефа Бонапарта.
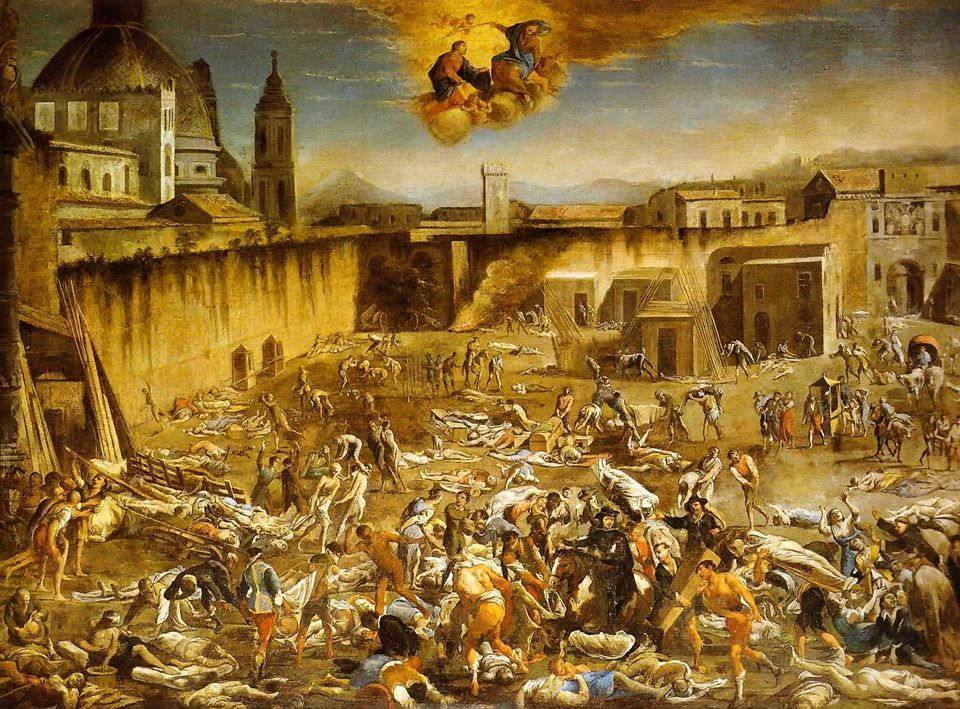
Микко Спадаро Торговая площадь во время чумы в Неаполе (1656).
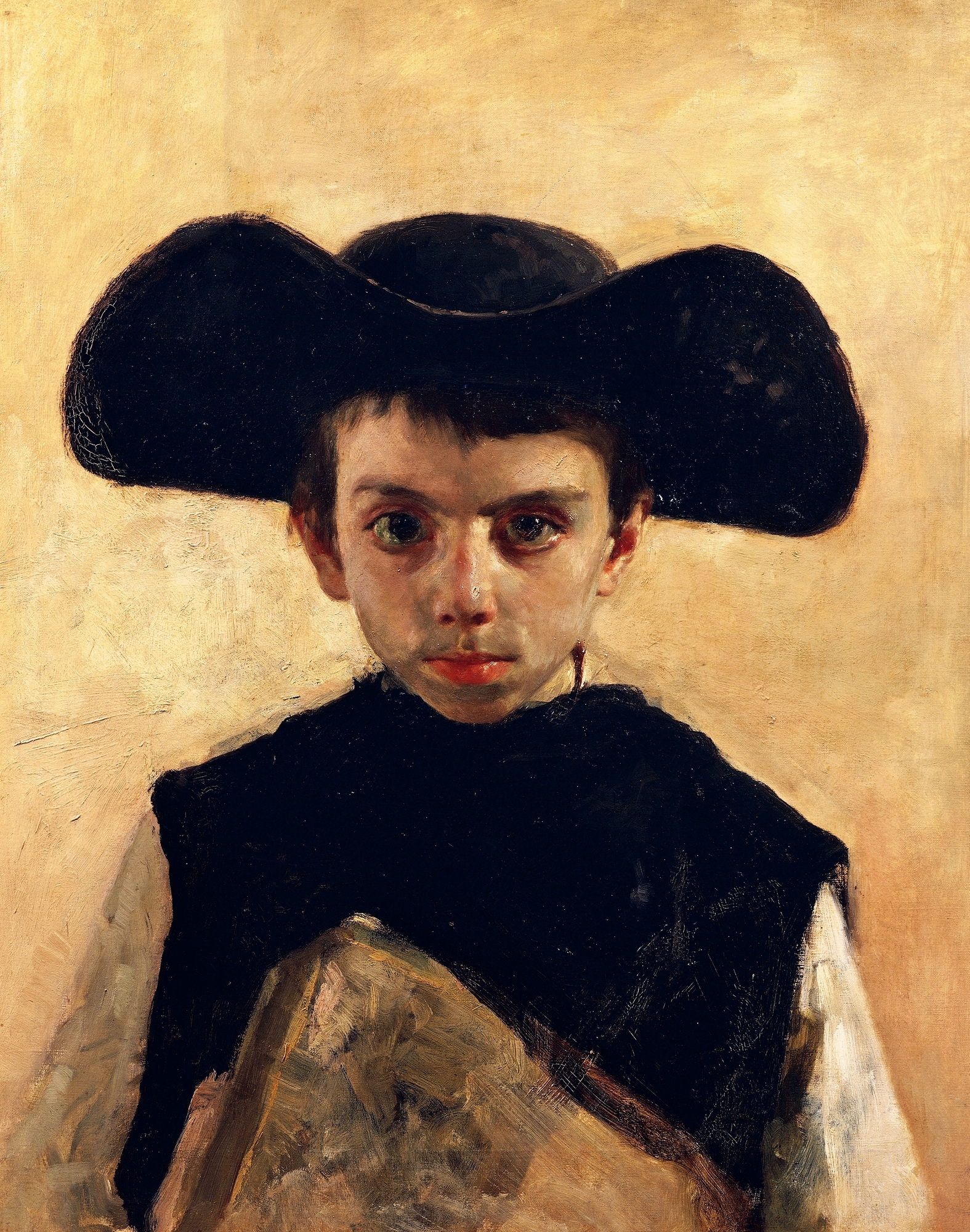
Антонио Манчини, Портрет мальчика (1870).

## Дополнения
1. 1 2  Indagine sui musei e le istituzioni similari — 2022.
2. 1 2  Indagine sui musei e le istituzioni similari — 2024.
3. ↑  ISTAT Indagine sui musei e le istituzioni similari — 2021.
4. ↑  Indagine sui musei e le istituzioni similari — 2020.
5. ↑  Indagine sui musei e le istituzioni similari — 2023.